# Gennaro Iezzo
Gennaro Iezzo (Castellammare di Stabia, Ciudad metropolitana de Nápoles, Italia, 8 de junio de 1973) es un exfutbolista y dirigente deportivo italiano. Jugaba de portero y su último equipo fue el Nuvla San Felice de la Serie D de Italia. 

## Trayectoria
Realizó las inferiores en el club de su ciudad, el Juve Stabia. En 1992 debutó en una división interregional con el Scafatese y dos años más tarde se fue al Nocerina logrando un ascenso a la Serie C1. En 1997 fue a jugar al Hellas Verona, pero era suplente de Graziano Battistini y jugó solo cinco partidos en dos años. En el 2000 Iezzo pasa a jugar al Catania donde jugó cuatro años consiguiendo un ascenso a la Serie B. Jugó también en el Cagliari, logrando en 2004 un ascenso a Serie A. Jugó en primera división al año siguiente con 22 presencias sin que le conviertan ningún gol.
Pero en el 2005 abandonó la serie A para ir a jugar al equipo de su corazón, el Napoli, que tras el quiebre por problemas financieros (2004) jugaba en la Serie C1. Ese año fue uno de los artífices del ascenso a la Serie B con 32 presencias y solo 18 goles en contra. En la temporada 2006/07 jugó en el Nápoles en la Serie B ascendiendo directamente a la Serie A, temporada en la que atajó dos penales (la defensa napolitana fue la menos batida del torneo, con sólo 29 goles sufridos). En la temporada 2007/08 comenzó como titular, pero desde enero hasta abril fue reemplazado por Matteo Gianello, mientras que en los últimos tres partidos cedió el puesto al argentino Nicolás Navarro. También durante la temporada 2008/09 fue el arquero titular del conjunto partenopeo hasta enero, cuando fue reemplazado otra vez por Navarro. En Milan-Napoli le paró un penalti a Kaká. En cambio, con la llegada de Morgan De Sanctis, las dos temporadas siguientes nunca salió a la cancha, salvo en tres partidos de Copa de Italia. El 30 de junio de 2011, terminado el contrato con los napolitanos, dejó el club azzurro después de seis años de militancia.
En octubre de 2011 fichó por el Nuvla San Felice de Nola (Nápoles), militante en la Serie D (quinta división italiana). Iezzo asumió también el papel de director general.
Mide 187 cm de alto, pesa 82 kg y es diestro. 

## Clubes
| Club             | País              | Año         | Categoría | Partidos | Goles en contra |
| ---------------- | ----------------- | ----------- | --------- | -------- | --------------- |
| Scafatese        | Bandera de Italia | 1992-1993   | -         | 13       | 0               |
| Scafatese        | Bandera de Italia | 1993-1994   | -         | 10       | 6               |
| Nocerina         | Bandera de Italia | 1994-1995   | C2        | 2        | 1               |
| Nocerina         | Bandera de Italia | 1995-1996   | C1        | 5        | 3               |
| Nocerina         | Bandera de Italia | 1995-1996   | C1        | 15       | 13              |
| Hellas Verona    | Bandera de Italia | 1997-1998   | B         | 5        | 5               |
| Hellas Verona    | Bandera de Italia | 1998-1999   | B         | 0        | 0               |
| Catania          | Bandera de Italia | 1999-2000   | C1        | 27       | 21              |
| Catania          | Bandera de Italia | 2000-2001   | C1        | 21       | 19              |
| Catania          | Bandera de Italia | 2001-2002   | C1        | 30       | 18              |
| Catania          | Bandera de Italia | 2002-2003   | B         | 17       | 28              |
| Cagliari         | Bandera de Italia | 2003-2004   | B         | 3        | 0               |
| Cagliari         | Bandera de Italia | 2004-2005   | A         | 22       | 0               |
| SSC Napoli       | Bandera de Italia | 2005 - 2006 | C1        | 32       | 15              |
| SSC Napoli       | Bandera de Italia | 2006-2007   | B         | 32       | 24              |
| SSC Napoli       | Bandera de Italia | 2007-2008   | A         | 19       | 27              |
| SSC Napoli       | Bandera de Italia | 2008-2009   | A         | 14       | 13              |
| SSC Napoli       | Bandera de Italia | 2009-2010   | A         | 2        | 3               |
| SSC Napoli       | Bandera de Italia | 2010-2011   | A         | 1        | 1               |
| Nuvla San Felice | Bandera de Italia | 2011-2012   | D         | 0        | 0               |